# Тоносакі Дзюн
Дзюн Тоносакі (англ. Jun Tonosaki; 9 січня 1984, м. Саппоро, Японія) — японський хокеїст, захисник. Виступає за «Ніппон Пейпер-Крейнс» в Азійській хокейній лізі.
Виступав за «Ніппон Пейпер-Крейнс».
У складі національної збірної Японії учасник чемпіонатів світу 2006 (ДІ), 2007 (ДІ), 2008 (ДІ), 2009 (ДІ) і 2010 (ДІ) і 2012 (ДІА). У складі молодіжної збірної Японії учасник чемпіонатів світу 2002 (ДІІ) і 2004 (ДІ). У складі юніорської збірної Японії учасник чемпіонатів світу 2000 (група B) і 2002 (ДІ).
Досягнення
- Чемпіон Азійської ліги (2007, 2009).